# الأزمة الرئاسية الفنزويلية
منذ 10 يناير 2019، تشهد فنزويلا أزمة رئاسية. وقد أُعلن الرئيس الحالي نيكولاس مادورو رئيساً في انتخابات عام 2018؛ غير أن نتائج تلك الانتخابات كانت محل خلاف على نطاق واسع. بلغ الخلاف ذروته في مطلع عام 2019 عندما صرحت الجمعية الوطنية لفنزويلا أن نتائج الانتخابات غير صالحة وأعلن خوان غوايدو بصفته الرئيس بالنيابة، واستشهد بالعديد من الأحكام الواردة في الدستور الفنزويلي لعام 1999. ثم قامت المعارضة بتنظيم احتجاجات وطنية ضد انتخاب مادورو والائتلاف الحاكم.
وقد بدأ خوان غوايدو بتقديم التماسات بوصفه حكومة انتقالية، ودعا إلى عقد اجتماع مفتوح للعموم في 11 يناير. وقد بدأت المظاهرات والانشقاقات أيضاً.
في 13 يناير، ألقت قوات الأمن الفنزويلية القبض بصورة موجزة على غوايدو، حيث ادعى كل جانب أن الطرف الآخر مسؤول؛ وادعى أنصار مادورو أن الاعتقال تم تدبيره بينما وصف غوايدو الاعتقال بأنه محاولة لمنع الجمعية الوطنية من تسلم السلطة. وبدأت فنزويلا في فرض الرقابة على بعض وسائط التواصل الاجتماعي ابتداء من 21 يناير.
بعد أيام قليلة من إعلان الجمعية الوطنية، أدلت مختلف المجموعات الفنزويلية والدول الأجنبية والمنظمات الدولية ببيانات تدعم أيا من الطرفين. وأعلنت مجموعة ليما أن مادورو غير شرعي في 13 يناير. وبعد ذلك، أعربت منظمة الدول الأمريكية والاتحاد الأوروبي عن دعمهما للجمعية الوطنية إلى جانب بلدان غربية أخرى، بينما أعربت دول أخرى (من بينها جنوب أفريقيا، وروسيا، وإيران، وتركيا، والصين) عن دعمها لمادورو.
في 23 يناير، اندلعت احتجاجات وأحداث عنف واسعة النطاق وأثارت المزيد من الردود من عدد من الحكومات والقادة الأجانب.

## الخلفية
منذ عام 2010 عانت فنزويلا أزمة اجتماعية اقتصادية تحت قيادة نيكولاس مادورو (ولفترة قصيرة تحت حكم سلفه هوغو تشافيز) حيث أن الجريمة المتفشية والتضخم المفرط والعجز الاقتصادي قللت من جودة الحياة. نتيجة للاستياء من الحكومة ولأول مرة منذ عام 1999 تم انتخاب المعارضة لتحتفظ بالأغلبية في الجمعية الوطنية عقب الانتخابات البرلمانية لعام 2015. بعد انتخابات الجمعية الوطنية في عام 2015 قامت الجمعية الوطنية العرجاء المكونة من مسؤولين بوليفاريين بتعبئة محكمة العدل العليا وهي أعلى محكمة في فنزويلا بحلفاء مادورو. سرعان ما سحبت المحكمة ثلاثة من نواب المعارضة من مقاعد مجلسهم الوطني في أوائل عام 2016 مستشهدة ب«مخالفات» مزعومة في انتخاباتهم وبالتالي منع أغلبية معارضة كانت ستتمكن من تحدي الرئيس مادورو.
بعد ذلك وافقت المحكمة على عدة إجراءات من جانب مادورو ومنحته المزيد من الصلاحيات في عام 2017. مع تصاعد الاحتجاجات ضد مادورو دعا إلى تأسيس جمعية تأسيسية من شأنها صياغة دستور جديد يحل محل دستور فنزويلا لعام 1999 الذي تم إنشاؤه في عهد شافيز. اعتبرت العديد من البلدان أنها محاولة من مادورو لانتخابه في السلطة إلى أجل غير مسمى وذكرت أكثر من 40 دولة أنها لن تعترف بالجمعية التأسيسية الوطنية. كما قاطعت المائدة المستديرة للوحدة الديمقراطية - المعارضة للحزب الحاكم - الانتخابات التي زعمت أن الجمعية التأسيسية «خدعة لإبقاء الحزب الحاكم الحالي في السلطة». بما أن المعارضة لم تشارك في الانتخابات فاز القطب الوطني الكبير الحالي الذي يهيمن عليه الحزب الاشتراكي الموحد الفنزويلي تقريبا بجميع المقاعد في الجمعية بشكل افتراضي. في 8 أغسطس 2017 أعلنت الجمعية التأسيسية أنها الفرع الحكومي ذو السلطة العليا في فنزويلا حيث حظرت الجمعية الوطنية التي تقودها المعارضة من القيام بأعمال من شأنها أن تتداخل مع الجمعية بينما تواصل اتخاذ تدابير «الدعم والتضامن» مع الرئيس مادورو وتجريد الجمعية الوطنية من جميع سلطاتها.

### انتخابات رئاسية 2018
في فبراير 2018 دعا مادورو إلى إجراء انتخابات رئاسية قبل أربعة أشهر فقط من التاريخ مع إعادة انتخاب مادورو بعد حظر الأحزاب المعارضة الرئيسية من بين مخالفات مزعومة أخرى مما دفع الكثيرون إلى الاعتقاد بأن الانتخابات كانت غير صالحة. مع ازدواجية الآراء مع قيادة مادورو كونها ديكتاتورية غير فعالة لم يعتقد السياسيون على الصعيدين الداخلي والدولي أن مادورو قد تم انتخابه بشكل شرعي. في الأشهر التي سبقت تنصيبه في 10 يناير عام 2019 تم تشجيع مادورو على عدم الاستمرار كرئيس من قبل الدول والهيئات بما في ذلك مجموعة ليما (باستثناء المكسيك) والولايات المتحدة ومنظمة الدول الأمريكية مع زيادة هذا الضغط باعتباره الجديد أدت الجمعية الوطنية الفنزويلية اليمين في 5 يناير 2019. تم التنصل من الجمعية الوطنية من قبل مادورو في عام 2017 وينظر إليها على أنها «المؤسسة الوحيدة المنتخبة ديمقراطيا المتبقية في البلاد».

### الدعوة إلى حكومة انتقالية
في الأشهر التالية للانتخابات الرئاسية في مايو 2018 وقبل فترة وجيزة من تنصيب مادورو كانت هناك دعوات لتأسيس حكومة انتقالية. جادل المدير التنفيذي لصحيفة "فنزويلا الضياء" مانويل كوراو بأن مادورو لم يعد الرئيس وأن "الاتجاهات في فنزويلا الممثلة في الجمعية الوطنية لا توافق على تعيين حكومة انتقالية تملأ فراغ السلطة وتحرر الفنزويليين من الشر الشيوعي". صرح المشرع الفنزويلي السابق ألكسيس أورتيز أن "أصحاب الحركة الكاستروية التشافيزية ... نخروا في عدم الكفاءة والفساد والاستسلام للسيادة الوطنية. في مواجهة فشلها نقترح أن الحكومة الانتقالية يجب أن "تعمل على المصالحة وإقامة انتخابات عامة وتتلقى المساعدات الإنسانية وحماية الحريات المدنية من بين طلبات أخرى".
جاء في تقرير نوفمبر 2018 الصادر عن مجموعة الأزمات الدولية أن «الدول المجاورة وغيرها من القوى الأجنبية اتخذت خطوات - بما في ذلك العقوبات - لتحقيق نوع من الانتقال المتفاوض عليه والذي لا يزال أفضل طريقة للخروج من الأزمة».

### أساس للتحدي
تستند المعارضة الفنزويلية في أعمالها على دستور فنزويلا في عام 1999 وتحديداً المادة 233 التي تنص على أن زعيم الجمعية الوطنية سيشغل منصبه في غياب رئيس شرعي وهو ما يقول غايدو هو الحال بعد الانتخابات الرئاسية الفنزويلية 2018. المادة 333 تدعو المواطنين إلى إعادة وإنفاذ الدستور إذا لم يتم اتباعه. كما يجادل بأن على كل من المجتمعين الوطني والدولي أن يتحدوا خلف حكومة انتقالية تضمن المعونة الإنسانية وتجلب سيادة القانون في فنزويلا وستجري انتخابات ديمقراطية.

## الجدول الزمني

### تنصيب مادورو

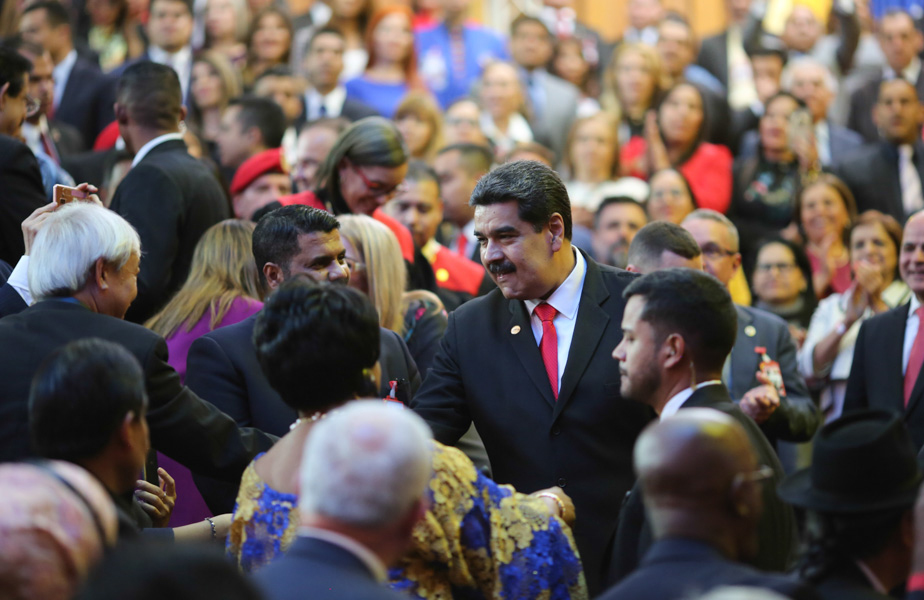
مادورو في حفل تنصيبه الثاني في 10 يناير 2019.

بعد دقائق من أداء مادورو لقسم المنصب وافقت منظمة الدول الأمريكية على قرار في جلسة خاصة لمجلسها الدائم أعلن فيه أن مادورو كرئيس غير شرعي لفنزويلا وحثت على إجراء انتخابات جديدة. تم دعم انتخاب مادورو من قبل تركيا وروسيا والصين والتحالف البوليفاري لشعوب أمريكتنا. دعمت دول الكاريبي الصغيرة التي تعتمد على المساعدات الاقتصادية من حكومة مادورو رئاسته.

### تقارير الانشقاقات

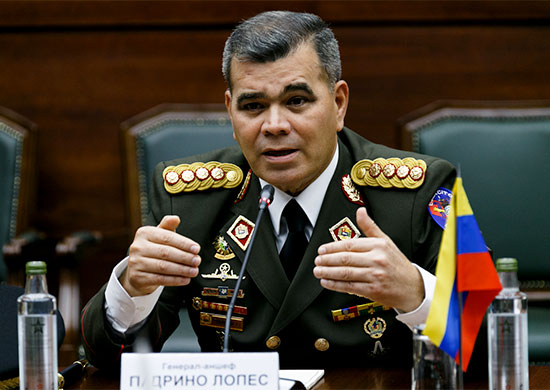
قال وزير الدفاع فلاديمير بادرينو لوبيز أن القوات المسلحة لن تعترف بخوان خوايدو.

أظهرت العلامات الرئيسية الأولى للأزمة الوشيكة عندما انشق قاضي المحكمة العليا والعدالة الانتخابية المقرب من مادورو إلى الولايات المتحدة قبل بضعة أيام من تنصيب 10 يناير. قال القاضي كريستيان زربا أن مادورو «غير كفء» و «غير شرعي».
في وقت التنصيب ذكرت صحيفة ذي تايمز أن وكالة استخبارات الولايات المتحدة زعمت أن أحد كبار المسؤولين المقربين من الرئيس مادورو ووزير الدفاع فلاديمير بادرينو لوبيز طلب من مادورو التنحي مهددا بتقديم استقالته إذا لم يستجب مادورو لطلب التنحي. ومع ذلك فقد تعهد بادرينو لوبيز في وقت لاحق بالولاء لمادورو قائلاً أنه سيعطي حياته له وللثورة البوليفارية. في 15 يناير 2019 أقسم بادرينو لوبيز الولاء لمادورو حيث قال عن أعضاء القوات المسلحة الوطنية للجمهورية البوليفارية الفنزويلية بأنهم: «على استعداد للموت للدفاع عن هذا الدستور وهؤلاء الناس والمؤسسات وعنه بوصفه رئيس فنزويلا ... نحن لسنا مستعمرين أو امبرياليين بل نحن محررون».
تنص حكومة مادورو على أن الإجراءات التي اتخذت ضده هي «نتائج الإمبريالية التي ارتكبتها الولايات المتحدة وحلفاؤها» والتي وضعت فنزويلا «في قلب حرب عالمية».

### الجمعية الوطنية تعلن غوايدو رئيسا

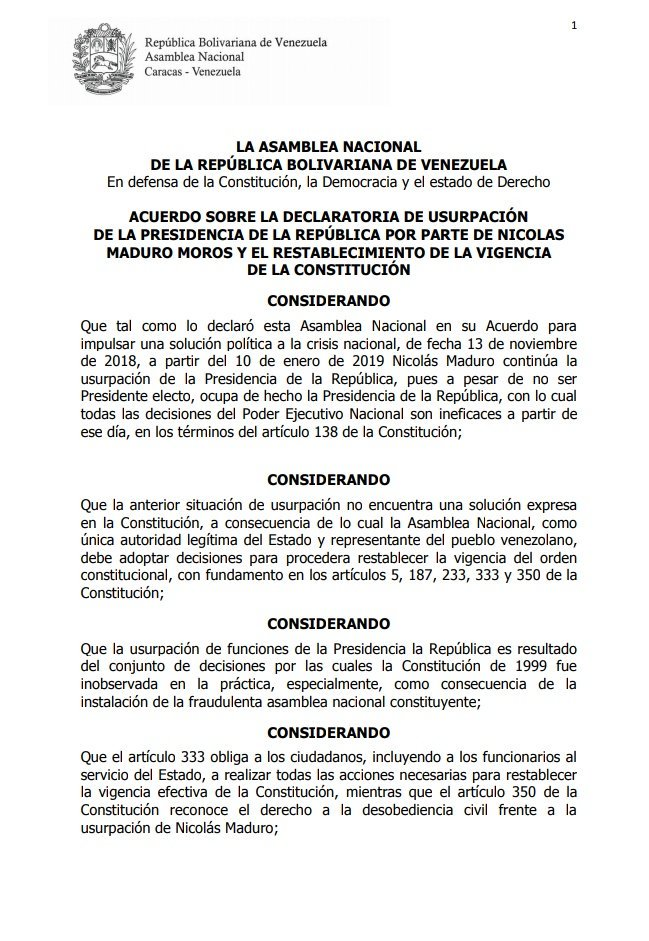
اتفاق وافقت عليه الجمعية الوطنية للإعلان عن اغتصاب الرئاسة من جانب نيكولاس مادورو في 15 يناير.

بعد خطاب غوايدو أصدرت الجمعية الوطنية في البداية بيانًا صحفيًا قال فيه أن غوايدو قد تولى منصب الرئيس بالإنابة. حل بيان لاحق محل هذا الموقف وتم توضيح موقف غوايدو بأنه «على استعداد لتولي القيادة لكنه قال أن هذا ممكن فقط بمساعدة الفنزويليين». لم يكن هذا الاقتراح بمثابة انقلاب من قبل المعارضة على أساس «عدم شرعية» مادورو المعترف بها من قبل العديد من الحكومات والعمليات الدستورية التي تتبعها الجمعية الوطنية. على وجه التحديد استعملوا المواد 233 و 333 و 350. في هذا اليوم تلقى غوايدو رسالة من رئيس محكمة العدل العليا في فنزويلا في المنفى ومقرها في بنما وطلب منه أن يصبح رئيسا لفنزويلا بالنيابة.
أعلن غوايدو التغيير والاحتجاجات في جميع أنحاء البلاد التي ستعقد في 23 يناير بالتحريض على شعار الهتاف «نعم، إنه ممكن!» من هذا التاريخ هو نفس يوم إزالة ماركوس بيريز جيمينيز في عام 1958. عملت الجمعية الوطنية مع جبهة التحرير الفنزويلية لوضع خطة للاحتجاجات والمسيرات وتنظيم قوة وطنية موحدة. كشف أيضا في 11 يناير أن الخطط تنطوي على تقديم حوافز للقوات المسلحة للتنصل من مادورو.
كان الأمين العام لمنظمة الدول الأمريكية هو أول من قدم الدعم الرسمي لهذا الإجراء حيث قال: «نحن نرحب بتنصيب خوان غوايدو رئيسًا مؤقتًا لفنزويلا وفقًا للمادة 233 من الدستور السياسي. لديك دعمنا والمجتمع الدولي وشعب فنزويلا». في وقت لاحق من ذلك اليوم قدمت البرازيل وكولومبيا دعمهما لغوايدو كرئيس لفنزويلا بالإنابة.
أشار خبراء سياسيون فنزويليون مثل ديفيد سميلد من مكتب واشنطن لأمريكا اللاتينية إلى أنه سيثير غضب مادورو الذي أطلق على خونة الجمعية الوطنية لعدم حضور تنصيبه والذي قد يعتقل أو يهاجم أكثر من أعضائه. قال أحد أصدقاء غوايدو ردا على ذلك أنهم كانوا على بينة من المخاطر لكنه يعتقد أنه يجب القيام به للسماح للديمقراطية في الظهور مرة أخرى في فنزويلا.

### احتجاز غوايدو
في 13 يناير 2019 اعتقل غوايدو من قبل المخابرات البوليفارية ولكن تم إطلاق سراحه بعد 45 دقيقة. تم طرد عملاء المخابرات البوليفارية الذين اعترضوا سيارته وأخذوه إلى الحجز من مواقعهم. يقول وزير الإعلام خورخي رودريغيز أنه لم يكن لدى العملاء تعليمات وأن غوايدو قام بتنظيم عملية الاعتقال باعتبارها «وسيلة إعلامية» لاكتساب الشعبية. يقول مراسلو بي بي سي نيوز أنه يبدو ككمين حقيقي وكان يستخدم لإرسال رسالة إلى أولئك الذين يعارضون مادورو. أدان لويس ألماغرو رئيس منظمة الدول الأمريكية عملية الاعتقال التي وصفها بالاختطاف بينما دانها مايك بومبيو وزير الخارجية الأمريكي أيضًا مشيرًا إلى أنه «احتجاز تعسفي».
تم اعتقال صحفيين على الهواء أثناء قيامهما بتغطية أعمال المخابرات البوليفارية تجاه غوايدو: بياتريز أدريان من تلفزيون كاراكول وأوزماري هيرنانديز من سي إن إن.
في خطاب له بعد اعتقاله قال غوايدو أن اعتراف رودريغيز بأن عملاء المخابرات تصرفوا بشكل مستقل أظهروا كيف فقدت الحكومة سيطرتها على قوات الأمن الخاصة بها كما وصفت ميرافلوريس (البيت الرئاسي والمكتب) بأنها «يائسة». في إعلان لاحق في 13 يناير أعلن غوايدو نفسه رئيسًا بالوكالة وهو ادعاءه الأكثر مباشرة للموقف.

### الإنشقاقات العسكرية
في 17 يناير أعلنت مجموعة من ضباط الجيش والشرطة السابقين الفنزويليين في بيرو دعمهم لغوايدو قائلين أنهم لا يعترفون بمادورو كرئيس لهم أو زعيم عليهم. في هذا الوقت أفيد أيضا أنه على الرغم من أن العسكريين الذين يخدمون حاليًا يؤدون الولاء لمادورو فإن الكثيرين تحدثوا إلى الجنود المنفيين والمتناقدين للتعبير عن رغبتهم في عدم قمع أي انتفاضة يمكن أن تطيح بمادورو بدعم غوايدو سراً. الجمعية الوطنية قدمت عفو عام عن المنشقين من الجيش.
في وقت مبكر من يوم 21 يناير تمرد ما لا يقل عن 27 جندياً من الحرس الوطني ضد مادورو في سان خوسيه دي كوتيزا وكانوا متمركزين بالقرب من قصر ميرافلوريس. اختطفوا أربعة من أفراد الأمن وسرقوا أسلحة من موقع في بيتار ونشروا أشرطة فيديو على وسائل الإعلام الاجتماعية تعدهم بأن الجيش سيقاتل الحكومة من أجل شعب فنزويلا. في المنطقة بدأت أعمال الشغب والحرق في الشوارع طوال الليل. تم استخدام الغاز المسيل للدموع على المتظاهرين المدنيين. بعد عدة ساعات استمر القتال حتى وضح النهار وقبض عليهم جميعًا من قبل السلطات. جرح خمسة وتوفي شخص واحد في التمرد: قتلت امرأة مدنية كانت مرتبكة لأحد المتظاهرين على يد أعضاء في المجموعة الذين سرقوا هاتفها أيضا. أطلق على التمرد مسمى «انقلاب فاشل» عندما قارنته بي بي سي بغارة الجنكيتو منذ ما يزيد قليلاً عن العام السابق (15 يناير 2018) مما أدى إلى وفاة زعيم المتمردين أوسكار ألبرتو بيريز.

### الجمعية الوطنية تعلن غوايدو رئيسا مؤقتا
في 23 يناير أدى غوايدو اليمين كرئيس مؤقت.
قبل 23 يناير كان هناك توقع كبير لليوم مع بناء احتجاجات أصغر في البلاد في الأيام السابقة. في صباح 23 يناير كتب غوايدو أن «عيون العالم على وطننا اليوم». في ذلك اليوم قام ملايين الفنزويليين بالاحتجاج في أنحاء البلاد دعما لغوايدو ووصفوا بأنهم «نهر من الإنسانية» مع بضع مئات من المشاركين في مظاهرة لدعم مادورو خارج قصر الرئاسة.
بدأت مسيرة المعارضة الاحتجاجية طريقها في أفينيدا فرانسيسكو دي ميراندا وهو شارع رئيسي في كاراكاس والذي كان من المقرر أن يبدأ في الساعة 10:00 صباحًا ولكن تم تأجيله لمدة 30 دقيقة بسبب الأمطار. في إحدى نهاياته كانت مرحلة هذا الجزء من الشارع منعطف حيث تحدث غوايدو أثناء الاحتجاج وأعلن نفسه رئيسًا وأدى اليمين. أفيد أن الحرس الوطني استخدم الغاز المسيل للدموع في جمع الحشود قبل أن يبدأوا في تفريقهم. تم إغلاق منطقة أخرى من العاصمة في بلازا فنزويلا وهي ساحة رئيسية كبيرة مع عربات مدرعة وشرطة مكافحة الشغب في متناول اليد قبل وصول المتظاهرين.
أفادت وسائل التواصل الاجتماعي أنه بحلول منتصف النهار قتل شخصان في احتجاجات في سان كريستوبال وأربعة في باريناس. أظهرت تقارير فوتوغرافية نشرت أن بعض الاحتجاجات صارت عنيفة مما أدى إلى إصابات للمتظاهرين والأمن على حد سواء. بحلول نهاية اليوم قتل ما لا يقل عن 13 شخصًا. أعربت ميشال باشليت من منظمة الأمم المتحدة عن قلقها من أن الكثير من الناس قد قتلوا وطلبت إجراء تحقيق للأمم المتحدة في استخدام قوات الأمن للعنف.

### مادورو يستجيب
في 25 يناير 2019 عقدت مادورو مؤتمرا صحفيا في فترة ما بعد الظهر. خلال الحدث قال أن تصرفات غوايدو كانت جزءًا من «نص مكتوب بشكل جيد من واشنطن» لإنشاء دولة دمية للولايات المتحدة. طلب مادورو الحوار مع غوايدو قائلا: «إذا كان يجب أن أذهب لمقابلة هذا الولد [...] في الساعة الثالثة صباحا سأذهب [...] إذا كان علي أن أذهب عاريا سأذهب [أعتقد] هذا اليوم عاجلاً وليس آجلاً والطريق مفتوح من أجل حوار معقول ومخلص». كما ذكر أنه لن يغادر مكتب الرئاسة موضحا أنه تم انتخابه امتثالا للدستور الفنزويلي.
تحدث غوايدو علنا في كاراكاس في نفس الوقت مع مادورو وطلب الدعم العسكري والتحذير من أن الناس المحتجين لن يتعبوا أبدا. خلال الخطاب رد غوايدو بسرعة على دعوة مادورو للحوار قائلاً أنه لن يشرع في إجراء محادثات دبلوماسية مع مادورو لأنه يعتقد أنها ستكون مهزلة ودبلوماسية مزيفة لا يمكنها تحقيق أي شيء.
في وقت لاحق من نفس اليوم أفيد بأن المرتزقة الروس من مجموعة فاغنر سافروا في وقت سابق من هذا الأسبوع إلى فنزويلا من أجل الدفاع عن حكومة مادورو. ومع ذلك نفى ديمتري بيسكوف المتحدث باسم الكرملين هذا الادعاء ووصفه بأنه «أخبار مزيفة».

### الاعتراف الدولي

الدول المعترفة بالسلطة الرئاسية
فنزويلا
تعترف بغوايدو
تدعم الجمعية الوطنية
تعترف بمادورو

انضمت عدة بلدان ومنظمات حكومية دولية إلى الجمعية الوطنية في رفض شرعية احتفاظ مادورو بالسلطة واستدعت 14 دولة سفرائها احتجاجًا وقطعت الباراغواي العلاقات الدبلوماسية مع فنزويلا ودعت دول أخرى مادورو إلى التنحي أو الإقالة. دعم آخرون مثل التحالف البوليفاري لشعوب أمريكتنا وجنوب أفريقيا مادورو بدعوة المعارضة لقبول إعادة انتخابه وحضور مراسم أداء اليمين.
رد مادورو على الاتهامات الموجهة ضده من خلال إدانته للإمبريالية الأمريكية وقارن بين التدخل الأجنبي المزعوم للاستعمار. دعا مادورو الرئيس البرازيلي جايير بولسونارو «هتلر العصر الحديث» بعد أن اعترفت البرازيل بأن زعيم المعارضة يجب أن يكون رئيس الحكومة الشرعي في فنزويلا.
في 15 يناير دعا رئيس الوزراء الكندي جاستن ترودو مادورو ب«ديكتاتور غير شرعي» مع مستشار الأمن القومي لدونالد ترامب جون بولتون والرئيس البرازيلي بولسونارو أيضا باستخدام نفس المصطلح. في 18 يناير قال بولسونارو أنه سيعلن قريبا عن خططه لحل بشأن فنزويلا.

## الاعتراف الدولي

### الاعتراف برئاسة مادورو
- روسيا البيضاء[143]
- بوليفيا[144]
- كمبوديا[145]
- الصين[146]
- كوبا[146]
- دومينيكا[147]
- السلفادور[148]
- غينيا الاستوائية[149]
- إيران[146]
- لاوس[150][151]
- نيكاراغوا[152]
- كوريا الشمالية[153]
- فلسطين[154]
- روسيا[146]
- سانت كيتس ونيفيس[155]
- سانت فينسنت والغرينادين[1]
- جنوب أفريقيا[156]
- سورينام[147]
- سوريا[146]
- ترينيداد وتوباغو[157]
- تركيا[146]

الدول غير التابعة للأمم المتحدة:
- أبخازيا[13]
- أوسيتيا الجنوبية[14]

منظمات حكومية دولية:
- التحالف البوليفاري لشعوب أمريكتنا[158]

منظمات
- حركة حماس[154]
- حزب الله[159]
- شركة نفط فنزويلا[160]
- الإتحاد الكندي للموظفين العموميين

مجموعات أخرى
- مجموعة فاغنر (ادعاء)[161]
- كولكتيفو[162]
  - لا بييدريتا
  - حركة توبامارو الثورية

### الاعتراف برئاسة غوايدو
الدول الأجنبية:
- ألبانيا[17]
- الأرجنتين[163]
- أستراليا[164]
- باهاماس[163]
- البرازيل[163]
- كندا[163]
- تشيلي[163]
- كولومبيا[163]
- كوستاريكا[163]
- الدنمارك[165][166][167]
- جمهورية الدومينيكان[163]
- الإكوادور[163]
- جورجيا[168]
- غواتيمالا[163]
- هايتي[163]
- هندوراس[163]
- إسرائيل[169]
- بنما[163]
- باراغواي[163]
- بيرو[163]
- البرتغال[24]
- الولايات المتحدة[163]

الدول غير التابعة للأمم المتحدة:
- كوسوفو[34]

منظمات حكومية دولية:
- مجموعة ليما[170][ب]
- منظمة الدول الأمريكية[171]

المنظمات:
- بنك التنمية للبلدان الأمريكية[172]

محليا:
- كهرباء كاراكاس[35]
- مؤتمر أسقفي فنزويلا[173]
- الاتحاد الفنزويلي لغرف التجارة[37]
- الجبهة العسكرية المؤسسية[174]
- جبهة تحرير فنزويلا[39]
- اتحاد عمال فنزويلا

### دعم الجمعية الوطنية
الدول الأجنبية:
- فرنسا[165][ج]
- ألمانيا[165][ج]
- غيانا[1]
- جامايكا[1]
- اليابان[44]
- سانت لوسيا[1]
- إسبانيا[165][ج]
- السويد[24]
- أوكرانيا[176]
- المملكة المتحدة[165][ج]

الدول غير التابعة للأمم المتحدة:
- تايوان[177]

هيئات فوقية:
- الاتحاد الأوروبي[178]

### الحياد الصوتي
دعت عدة دول على وجه التحديد إلى عدم التدخل وبدون إعطاء موقف وطلبت إجراء مناقشات دبلوماسية للمضي قدما.
الدول
- أرمينيا[179]
- روسيا البيضاء[180]
- بليز[181]
- غيانا[182]
- الهند[183][184]
- اندونيسيا[185]
- ساحل العاج[186]
- الكويت[187]
- المكسيك[188]
- نيوزيلندا[189]
- ترينيداد وتوباغو[190]
- الأوروغواي[188]
- الفاتيكان[191]

هيئات فوقية
- مجموعة الكاريبي[192]
- الأمم المتحدة[193]

## الرقابة
ذكرت عدة مصادر أنه تم حظر الوصول إلى ويكيبيديا (بجميع اللغات) في فنزويلا. تم الإبلاغ عن الحظر منذ 11 يناير بعد تحديث صفحة غوايدو على ويكيبيديا الإسبانية لإضافة مطالبه بالوكالة للرئيس وحرب التحرير التي أعقبتها مع 37 تعديلًا واستردادًا في أكثر من ساعتين بقليل. تؤثرت الكتلة بشكل رئيسي على مستخدمي شركة الاتصالات الوطنية كان تي في وأكبر مزود للبلد. اقترحت العديد من وسائل الإعلام أن ويكيبيديا بشكل مباشر أو غير مباشر كان يتحيز للمجموعتين.
في وقت لاحق من يوم 21 يناير يوم تمرد الحرس الوطني في كوتيزا تم حجب الوصول إلى بعض وسائل الإعلام الاجتماعية مثل تويتر وانستغرام ويوتيوب لمستخدمي كان تي في. نفت الحكومة الفنزويلية تورطها في الحجب. في وقت متأخر من مساء 22 يناير ورد أنه تم حظر تويتر وانستغرام بالكامل في البلاد وربما لقمع تنظيم الاحتجاجات التي تحدث في اليوم التالي.
خلال احتجاجات 23 يناير تم الإبلاغ عن انقطاع واسع في الإنترنت لمستخدمي كان تي في مع ويكيبيديا وبحث جوجل والفيسبوك وانستغرام والعديد من منصات وسائل الإعلام الاجتماعية الأخرى التي تأثرت. انتشرت الانقطاعات الإقليمية للإنترنت على نطاق واسع في الفترة من 26 إلى 27 يناير. في 29 يناير تم بث جلسة الجمعية الوطنية على الهواء مباشرة ولكن تم تعطيل الوصول إلى خدمات البث على يوتيوب وبيريسكوب لمستخدمي كان تي في.
قناة 24 ساعة وهي قناة إخبارية مملوكة لتلفزيون ناسيونال د تشيلي تمت إزالتها من مشغلي التلفاز الفضائي والقنوات الفضائية الفنزويلية من قبل اللجنة الوطنية للاتصالات السلكية واللاسلكية التي تديرها الدولة في 24 يناير.

### اعتقالات الصحفيين والعاملين في الصحافة
في يومي 29 و 30 يناير اعتقلت حكومة مادورو ما لا يقل عن أحد عشر عاملاً في الصحافة. في مساء 29 يناير ألقت حكومة مادورو القبض على أربعة صحفيين أثناء وجودهم بالقرب من قصر ميرافلوريس الرئاسي. الصحافيون الفنزويليون آنا رودريغيز من قناة في بي آي ومايكر يارارت من تلفزيون فنزويلا والصحافيان التشيليان رودريغو بيريز وغونزالو باراهونا من تلفزيون ناسيونال د تشيلي. تم الإفراج عن الصحفيين الفنزويليين المعتقلين سابقاً بينما تم ترحيل الصحفيين التشيليين في اليوم التالي.
تم اعتقال صحفيين فرنسيين من برنامج تلفزيوني فرنسي يومي ومنتجهما الفنزويلي بالقرب من ميرافلوريس في 30 يناير. ألقت دائرة الاستخبارات البوليفارية والمديرية العامة للاستخبارات العسكرية المضادة القبض على ثلاثة عمال إعلاميين من إفي وهم مصور الكولومبي ومرافق كولومبي ومرافق إسباني.

## ردود الفعل

### الحكومات

#### الدول
- الصين: قالت المتحدثة باسم وزارة الخارجية الصينية هوا تشونايينغ أن الصين «تدعم الجهود التي تبذلها الحكومة الفنزويلية لحماية سيادة واستقلال واستقرار البلاد» و«تعارض القوات الأجنبية من التدخل في شؤون فنزويلا».[214][215]

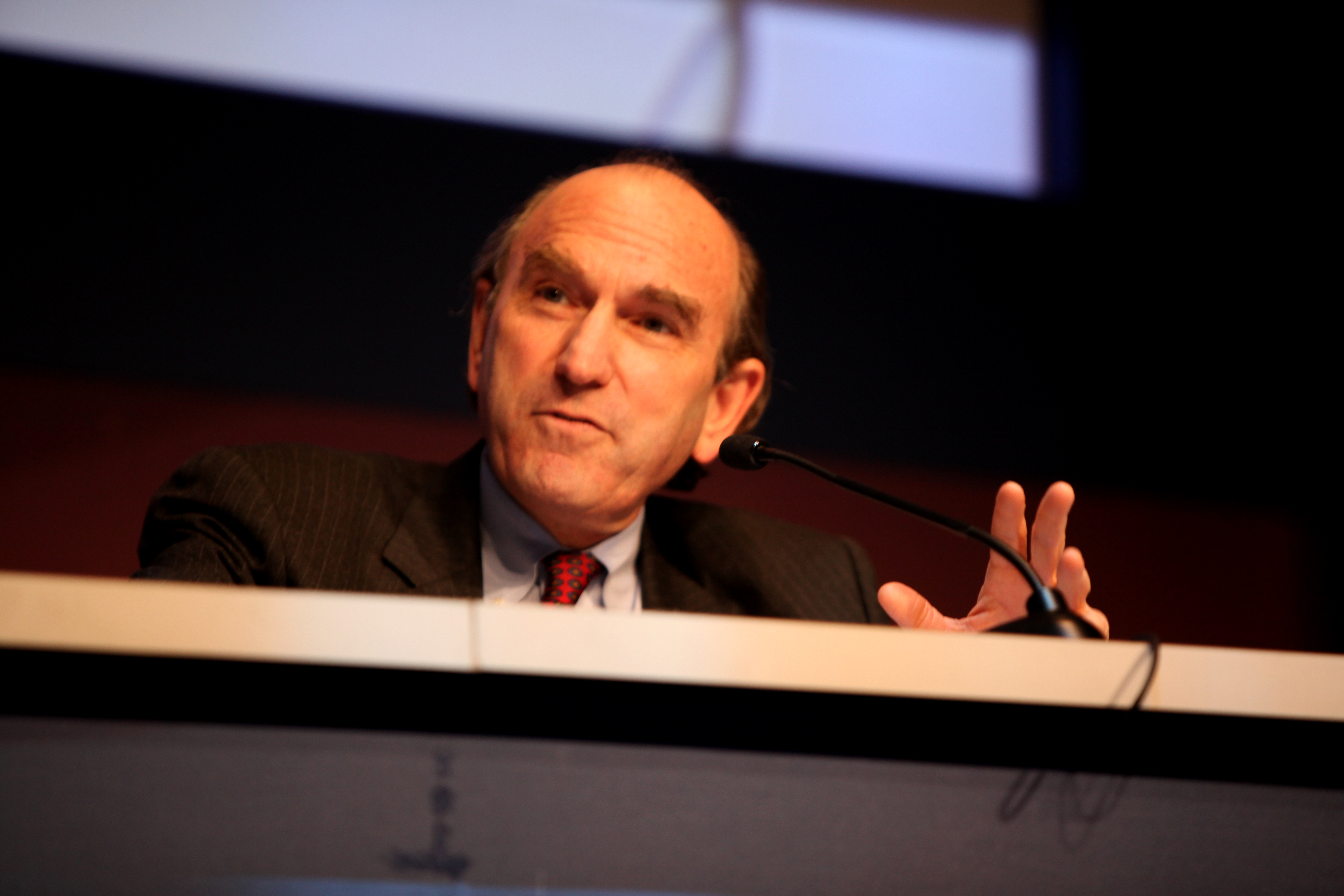
تم تعيين إليوت أبرامز المسؤول السابق في السياسة الخارجية تحت إدارة ريغان وبوش مبعوثًا خاصًا للولايات المتحدة إلى فنزويلا.

- الولايات المتحدة: في 15 يناير ورد أن رئيس الولايات المتحدة دونالد ترامب يناقش بشأن ما إذا كان يعترف رسمياً بغوايدو كرئيس[216] وهو ما فعله في 23 يناير.[217][218][219] أصدر نائب رئيس الولايات المتحدة الأمريكية مايك بنس شريط فيديو صباح 23 يناير لدعم غوايدو وشعب فنزويلا.[117][220] كانت الولايات المتحدة أول دولة تعترف بغوايدو بعد أداء اليمين الدستورية في وقت لاحق من ذلك اليوم حيث قام الرئيس دونالد ترامب ونائب الرئيس بنس بإرسال دعمهم وتضامنهم إلى جانب الاعتراف الرسمي وتبعتها دول أخرى. رداً على ذلك أمر مادورو بطرد جميع الدبلوماسيين الأمريكيين ومنحهم 72 ساعة لمغادرة فنزويلا. ردا على ذلك أعلنت الولايات المتحدة أنها لن تغلق سفارتها مشيرة إلى أن علاقتها الدبلوماسية كانت مع حكومة غوايدو وتحمل مادورو المسؤولية عن سلامة موظفيها[221][222][223] في 26 يناير 2019 قبل ساعات فقط من الموعد المحدد تراجعت حكومة مادورو عن أمر طردها قائلة أنه سيعطي الدبلوماسيين الأميركيين فترة ممتدة مدتها ثلاثين يوماً للبقاء والمشاركة في الحوار.[224] عين وزير الدولة مايك بومبيو إليوت أبرامز مبعوثًا خاصًا للولايات المتحدة إلى فنزويلا.[225] في خطاب حكومي في 28 يناير فرضت الولايات المتحدة عقوبات على شركة نفط فنزويلا وذكرت أنها لن تشتري النفط الفنزويلي إذا استمرت الشركة في الاعتراف بمادورو رئيسا. استحوذت الولايات المتحدة على 41٪ من مشتريات الشركة التي تعد أكبر مساهمة في اقتصاد فنزويلا. دعا غوايدو الجمعية الوطنية للاجتماع لتسمية رئيس جديد للشركة.[226]

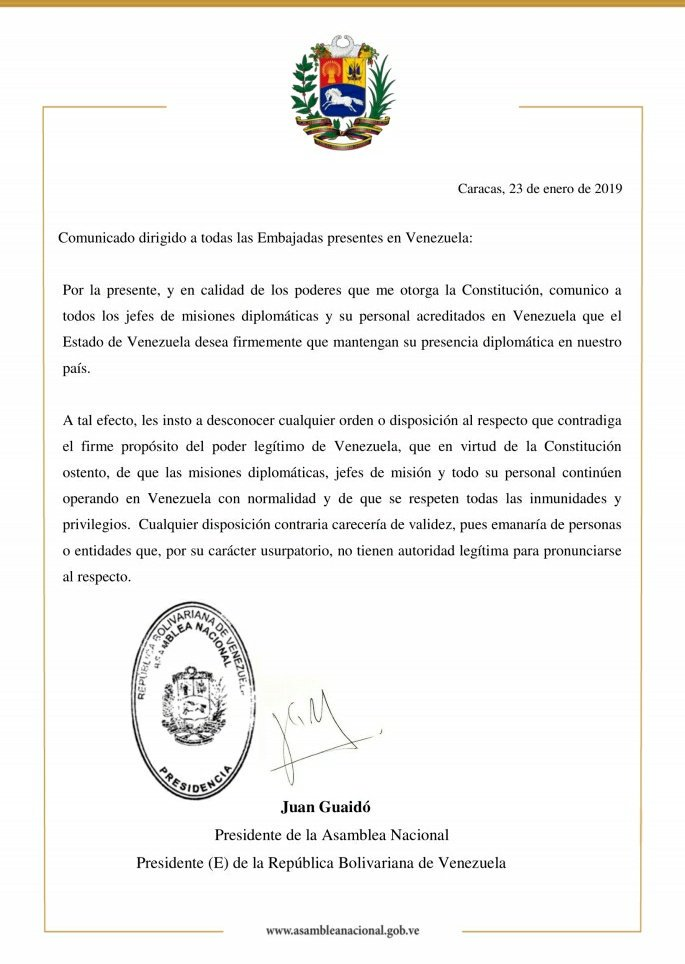
اتصالات غوايدو إلى السفارات في فنزويلا: أنا مسؤول عن إخبارهم بأننا دولة ذات سيادة وسوف نواصل الحفاظ على العلاقات الدبلوماسية مع جميع دول العالم.

#### المنظمات الحكومية الدولية
- الاتحاد الأوروبي: أصدر الاتحاد الأوروبي إعلانًا ينص على أنه «يؤيد بشكل كامل الجمعية الوطنية كمؤسسة منتخبة ديموقراطياً تحتاج صلاحياتها لاستعادتها واحترامها»[227] على الرغم من أن بعض الدول الأعضاء بها مثل المملكة المتحدة وقال لاحقا أنهم يدعمون غوايدو.[228]
- مجموعة ليما: في 11 و 12 يناير بدأت عدة دول من مجموعة ليما في إصدار بيانات مستقلة عن الهيئة الدولية. تضمنت هذه الوثائق جميعًا اتفاق دولتهم على عدم الاعتراف بمادورو وركزت على توضيح المواقف الفردية بشأن عدم التدخل فيما يتعلق بنزاع إقليمي منفصل بين فنزويلا وغيانا.[229][230][231] على الرغم من هذا ادعت حكومة مادورو من خلال العديد من البيانات الصحفية لنائب الرئيس أن هذه الدول قد «عالجت» نفسها لدعمه كرئيس.[229][232] لم يكن لديهم مع تصريحات عدم التدخل ينظر إليها على أنها امتياز لمنع عمل متهور من مادورو بعد أن هدد المجموعة على نطاق واسع. أدلى وزير الخارجية الفنزويلي خورخي أريزا ببيان مختلف إلى مكتب نائب الرئيس قائلاً أن فنزويلا تلقت إشعارات دبلوماسية من بعض دول مجموعة ليما بشأن النزاع الأصلي. أعادت بنما التأكيد على النقطة التاسعة الأصلية للمجموعة حيث سلطت الضوء على قضايا القانون الدولي. كرر بيان كولومبيا قرار المجموعة وتعهد بدعم «استعادة الديمقراطية والنظام الدستوري في فنزويلا» بالإضافة إلى القول أنهم ليس لديهم موقف بشأن النزاع الإقليمي. تحدى أريزا حكومته من خلال تفنيد الادعاءات بأن مجموعة ليما اعترفت بحكومة مادورو بالإضافة إلى مضاعفة مدة الطلب على مدار 48 ساعة لمادورو بسبب عدم التدخل للدول المتبقية بعد انتهاء صلاحيتها. كما روج للمناقشات الدبلوماسية السلمية مع الدول المجاورة.[233] المجموعة - باستثناء المكسيك التي دعت إلى عدم التدخل في الشؤون الداخلية الفنزويلية[234] - استمرت في دعم حكومة غوايدو مع تعهد وزير خارجية تشيلي «بدعم غير محدود».[235]

#### المنظمات الوطنية
بدأت منظمات مختلفة في إعادة تأكيد دعمها للجمعية الوطنية. تضمنت هذه المنظمات لجنة الدائنين الفنزويليين وهو بنك صندوق يمكنه تقديم قروض للأمة المريضة والتي لم تتمكن من إبرام اتفاقية مع مادورو في عام 2017 وجميع الشركات الأخرى الممثلة في اتحاد مكتب مراقبة الأصول الأجنبية. تشمل هذه كهرباء كاراكاس وتوفير الطاقة الكهربائية للعاصمة والمناطق المحيطة بها. كانت شركة نفط فنزويلا أكبر شركة نفط وغاز في البلاد قد ذكرت في البداية أنها تدعم غوايدو لكنها تعهدت في وقت لاحق بالولاء لمادورو.
أصدرت الكنيسة الرومانية الكاثوليكية في فنزويلا التي نظمها المؤتمر الأسقفي لفنزويلا بيانًا أدلى به المونسنيور أوفيديو بيريز موراليس في 15 يناير 2019 قائلاً «أن الكنيسة في فنزويلا التي توحدت مع أساقفتها في الشركة مع البابا تعلن أن النظام الاشتراكي الشيوعي غير شرعي ونتضامن مع الشعب الفنزويلي لإنقاذ الديمقراطية والحرية والعدالة وبالثقة في الله يدعمون الجمعية الوطنية».

### الردود
رد مادورو على الاتهامات الموجهة ضده من خلال إدانته للإمبريالية الأمريكية وقارن بين التدخل الأجنبي المزعوم للاستعمار. دعا مادورو الرئيس البرازيلي جايير بولسونارو هتلر في العصر الحديث بعد أن اعترفت البرازيل بغوايدو كرئيس. كما بعث مادورو برسالة إلى الشعب الأمريكي يقول فيها: «أطلب دعم شعب الولايات المتحدة حتى لا تكون فيتنام جديدة ناهيك عن وجودنا في أمريكا».
في 15 يناير دعا رئيس الوزراء الكندي جاستن ترودو مادورو «ديكتاتور غير شرعي» مع مستشار الأمن القومي لدونالد ترامب جون بولتون والرئيس البرازيلي بولسونارو يستخدمان نفس المصطلح. في 18 يناير قال بولسونارو أنه سيعلن قريبا عن خططه لحل بشأن فنزويلا.

### الاحتجاجات الدولية

#### حكومة مكافحة مادورو
عقد بضع مئات من الفنزويليين وغيرهم من المؤيدين احتجاج سلمي في مكان الاحتجاج في واشنطن العاصمة عاصمة الولايات المتحدة. جمعهم تمثال سيمون بوليفار في المدينة للاحتجاج على بقاء حكومة مادورو في السلطة.
كان وسط مدريد مليئًا بالمتظاهرين فيما كان أكبر احتجاج أجنبي في إسبانيا. كما تجمع الفنزويليون في البرازيل للصراخ في شوارع ساو باولو لمغادرة مادورو للسلطة. كانت هناك احتجاجات في مدينة مكسيكو.

#### مؤيدو حكومة مادورو
كانت هناك مظاهرات في عدة مدن في جميع أنحاء العالم تدعم حكومة مادورو بما في ذلك واشنطن العاصمة ولندن وبروكسل وإسطنبول وسرقسطة ومنطقة إقليم الباسك. بعض علامات التصنيف المستخدمة هي #HandsOffVenezuela و #VenezuelaYElMundoConMaduro.

### وسائل الاعلام الاجتماعية
على الرغم من الحجب في فنزويلا بحلول منتصف النهار بالتوقيت المحلي فإن علامة تصنيف تويتر "# 23Ene" - اختصار لـ "23 يناير" الإسبانية في 23 يناير كانت تنتشر في جميع أنحاء العالم. في وقت لاحق من اليوم كانت خمسة من أهم عشرة كلمات تريند متعلقة بالاحتجاج: "فنزويلا" و"خوان غوايدو" و"# 23En و"#GritemosConBrio" و "Guaido". مع استمرار الاحتجاجات في اليوم التالي بدأ هاشتاغ "#24Ene" ينتشر أيضًا.
أفيد في وقت متأخر من المساء أن انستغرام قد أزال تسمية «التحقق» من حساب مادورو بدلا من وضع واحد على حساب غوايدو على الرغم من أن هذا قد نفته انستغرام. كما تم تحديث وصف غوايدو ليشمل مطالبة «رئيس جمهورية فنزويلا البوليفارية». في اليوم التالي تابع فيسبوك الإجراء في إلغاء التحقق من مادورو الذي اعتبره الكثيرون بمثابة فعل يدل على أنهم لا يعترفون به كرئيس.
في 25 يناير 2019 في غضون دقائق من وسائل الإعلام الحكومية الفنزويلية التي تنشر فيديو يحاول تشويه سمعة غوايدو أصبح هاشتاغ على انستغرام #GuaidoChallenge منتشرًا في جميع أنحاء العالم.

## الرأي العام
وصفت رويترز استطلاعات الرأي في فنزويلا بأنها «مثيرة للجدل ومتباينة».
أفاد استطلاع للرأي أجري على 1000 ناخب مسجل في فنزويلا من قِبل الباحث الاستطلاعي الفنزويلي هيركيون الذي أجري في الفترة من 15 إلى 19 يناير 2019 أن 79.9٪ من المستطلعين اتفقوا مع مادورو على ترك الرئاسة. فيما يتعلق بالجمعية الوطنية صنَّف 68.8٪ من أفراد العينة أن أعمالهم إيجابية بينما صنف 15.6٪ أعمالهم بأنها سلبية. عندما سئلوا عما إذا كانوا متفقين مع الجمعية الوطنية الذين أدلوا بأقوالهم في غوايدو كرئيس مؤقت وافق 68.6٪ مع غوايدو كونه رئيسا مؤقتا في حين أن 19.4٪ اختلفوا.
أفادت نتائج استطلاع للرأي أجرته ميغاناليسيس في الفترة ما بين 19 و 20 يناير أن 81.4٪ من المشاركين في الاستطلاع كانوا يأملون في أن يؤدي غوايدو اليمين في 23 يناير بينما أيد 84.2٪ حكومة انتقالية لتحل محل حكومة مادورو.
أفاد مسح أجرته مؤسسة ميغاناليسس في 870 فنزويليًا في الفترة بين 24 و 25 يناير أن 83.7٪ من المستطلعين اعترفوا بأن غوايدو هو الرئيس الشرعي و11.4٪ لا يستطيعون تحديد من هو الرئيس و4.8٪ معترفون بمادورو كرئيس.
أظهر استطلاع هاتفي من 999 فنزويلي من قبل هيركون بين 25 و30 يناير أن 81.9٪ من المستطلعين اعترفوا بغوايدو كرئيس وقال 13.4٪ أن مادورو هو الرئيس و4.6٪ لم يقرروا بعد.
في استطلاع أجرته هينتيريسلز في يناير 2019 وهو محلل استطلاعي برئاسة عضو الجمعية الوطنية التأسيسية أوسكار شيمل ووصفه بأنه مؤيد للحكومة أفاد بأن 86٪ من الفنزويليين يعارضون تدخلًا عسكريًا وهو 81٪ يعارضون العقوبات الأمريكية و84٪ يؤيدون الحوار لإنهاء الأزمة. أفاد استطلاع آخر لشبكة هينترلاسز بلغ عدده 1580 أسرة أن 81٪ لا يعرفون من هو غوايدو حيث أن 11٪ منهم لديهم رأي مؤيد به و5٪ لديهم رأي غير موات و3٪ ليس لديهم رأي.